# Anthony Joseph Burgess
Anthony Joseph Burgess (ur. 29 lipca 1938 w Singleton, zm. 23 października 2013) – australijski duchowny katolicki posługujący w Papui-Nowej Gwinei, biskup diecezji Wewak w latach 2002-2013.

## Życiorys
Święcenia kapłańskie przyjął 23 lipca 1967 i został inkardynowany do archidiecezji Hobart. W 1972 wyjechał do Papui-Nowej Gwinei i rozpoczął pracę duszpasterską w diecezji Aitape. W latach 1987–2000 był wikariuszem generalnym tejże diecezji.

### Episkopat
10 maja 2000 został mianowany przez papieża Jana Pawła II biskupem koadiutorem diecezji Wewak. Sakry biskupiej udzielił mu 27 września tegoż roku ordynariusz tejże diecezji, bp Raymond Kalisz. Po rezygnacji bp. Kalisza w sierpniu 2002 objął rządy w diecezji.
20 września 2013 przeszedł na emeryturę. Zmarł miesiąc później, 23 października 2013. Jego pogrzeb odbył się tydzień później w Sydney.